# Galambbegy (növénynemzetség)
A galambbegy (Valerianella) a macskagyökérformák (Valerianoideae) alcsaládjába tartozó növénynemzetség, melybe körülbelül 50 faj tartozik. Egyévesek, lágy szárúak, többségük a Mediterráneumban, de egyesek Európa más részein, Ázsiában, Észak-Amerikában vagy Észak-Afrikában őshonosak. Apró virágaik kis csomókba csoportosulnak, színük gyakran fehér, halványkék vagy rózsaszín. A virágokban három porzó található csakúgy, mint a rokon macskagyökér (Valeriana) nemzetségbe sorolt növényekében.
Az egyébként hasonló kinézetű galambbegyfajok egymástól való megkülönböztetését gyakran segíti terméseik különbözősége: egyesek termései szivacsos dudorhoz hasonlóak, másoknál a csésze röpítőszerkezetté vagy kapaszkodásra alkalmas horgokká módosult.
A Magyarországon előforduló fajok gyomnak számítanak, s bokros, cserjés területeken, parlagon, vetésekben élnek.

## Fajok
Az alábbi lista a The Plant List adatbázisának felhasználásával készült:
- Valerianella affinis Balf.f.
- Valerianella amarella (Lindl. ex A.Gray) Krok
- Valerianella bushii Dyal
- Valerianella carinata Loisel. – hasábos galambbegy[2]
- Valerianella chenopodifolia (Pursh.) DC.
- Valerianella coronata (L.) DC. – koronás galambbegy[2]
- Valerianella costata (Steven) Betcke
- Valerianella dentata (L.) Pollich. – fogas galambbegy[2]
- Valerianella discoidea (L.) Loisel.
- Valerianella divaricata Lange
- Valerianella echinata (L.) DC.
- Valerianella eriocarpa Desv. – olasz galambbegy[2]
- Valerianella florifera Shinners
- Valerianella hirsutissima Link
- Valerianella intermedia Dyal
- Valerianella kotschyi Boiss.
- Valerianella lasiocarpa (Steven) Betcke
- Valerianella locusta (L.) Laterr. – salátagalambbegy[2]
- Valerianella longiflora (Torr. et A.Gray) Walp.
- Valerianella martini Loscos
- Valerianella microcarpa Loisel.
- Valerianella muricata (Steven ex M.Bieb.) W.H.Baxter
- Valerianella nuttallii Walp.
- Valerianella obtusiloba Boiss.
- Valerianella oxyrhyncha Fisch. et C.A.Mey.
- Valerianella ozarkana Dyal
- Valerianella palmeri Dyal
- Valerianella plagiostephana Fisch. et C.A.Mey.
- Valerianella pontica Lipsky
- Valerianella puberula (Bertol. ex Guss.) DC.
- Valerianella pumila (L.) DC. – hártyás galambbegy[2]
- Valerianella radiata Dufr.
- Valerianella rimosa Bastard – füles galambbegy[2]
- Valerianella samolifolia (DC.) A.Gray
- Valerianella sclerocarpa Fisch. et C.A.Mey.
- Valerianella stenocarpa Krok
- Valerianella szovitsiana Fisch. et C.A.Mey.
- Valerianella texana Dyal
- Valerianella triplaris Boiss. et Buhse
- Valerianella tuberculata Boiss.
- Valerianella turgida (Steven) Betcke – duzzadt galambbegy[2]
- Valerianella umbilicata (Sull. ex A.Gray) Alph.Wood
- Valerianella uncinata (M.Bieb.) Dufr.
- Valerianella vesicaria (L.) Moench
- Valerianella woodsiana (Torr. et A.Gray) Walp.